# Charles Fernando Basílio da Silva
Charles Fernando Basílio da Silva (Rio de Janeiro, 14 februari 1985) - alias Charles - is een Braziliaanse oud-voetballer die bij voorkeur als middenvelder speelde. 
Hij tekende in maart 2011 een contract bij Cruzeiro, dat hem transfervrij inlijfde nadat hij twee maanden geen club had. In 2016 tekende hij bij Antalyaspor, waar hij speelde tot medio 2020, waarna hij zijn carrière beëindigde.